# Traszka ognista
Traszka ognista (Cynops pyrrhogaster) – gatunek płaza ogoniastego z rodziny salamandrowatych (Salamandridae). Występuje endemicznie na japońskich wyspach Honsiu, Sikoku i Kiusiu. Dorasta do 13 cm długości i dzielony jest na 6 ‘ras’ (podgatunków) różniących się między sobą wyglądem. Zasiedla różnorakie zbiorniki wodne, w których żywi się bezkręgowcami. Do rozrodu dochodzi od kwietnia do czerwca, a samica składa około 200 jaj. Gatunek bliski zagrożenia (NT) w związku z m.in. szerokim, ale pofragmentowanym zasięgiem występowania oraz spadającą liczebnością populacji. 

## Wygląd
Jest to średnich rozmiarów traszka osiągająca długość 9–13 cm. Skóra jest szorstka, występują również wyraźnie zaznaczone parotydy. Grzbiet łukowaty. Ubarwienie od czekoladowobrązowego do czarnego na grzbiecie. Brzuch pomarańczowy z ciemnymi znakowaniami. Występuje dymorfizm płciowy – samice są większe (średnia długość 10,4 cm w porównaniu do 8,7 cm u samców). Podczas okresu godowego kloaka samców puchnie, a na ich ogonie pojawia się fioletowawy lub niebieski połysk, a także małe włókno na jego czubku. Ponadto, skóra samców w okresie godowym staje się bardziej gładka. Występuje 6 ‘ras’ (podgatunków) różniących się między sobą ubarwieniem i morfologią:
1. Rasa Atsumi
2. Rasa Hiroshima
3. Rasa pośrednia
4. Rasa Kantońska
5. Rasa Tamba/Sasayama
6. Rasa Tohuko

## Zasięg występowania i siedlisko
Endemit. Występuje na japońskich wyspach Honsiu, Sikoku, Kiusiu, także na kilka pomniejszych wysepkach. Zasiedla różnorakie zbiorniki wodne z przejrzystymi wodami stagnującymi takie jak stawy czy jeziora. W skład diety C. pyrrhogaster wchodzą różnorakie bezkręgowce. Po okresie godowym, w lecie traszki te zakopują się, a na powierzchnię wracają na jesieni.

## Rozród
Do rozrodu dochodzi od kwietnia do czerwca. Samiec umiejscawia na ziemi spermatofor, który następnie pobierany jest przez samicę przy użyciu kloaki. Samica składa około 200 jaj o średnicy 2 mm, z których po 20 dniach wylęgają się larwy. Do przeobrażenia dochodzi po 10–12 miesiącach, a dojrzałość płciowa osiągana jest po 2–3 latach.

## Status
W Czerwonej księdze gatunków zagrożonych IUCN płaz ten od 2021 roku klasyfikowany jest jako gatunek bliski zagrożenia (NT, ang. Near Threatened); wcześniej, od 2004 roku uznawano go za gatunek najmniejszej troski (LC, ang. Least Concern).
Gatunek ma szeroki, ale pofragmentowany zasięg występowania, duże zdolności adaptacyjne, ale jego liczebność spada (o prawie 30% w ciągu 30 lat). Na gatunek negatywnie wpływa konwersja małych pól ryżowych w wielkoobszarowe, a także porzucanie przez ludzi pól ryżowych. Traszka ognista jest popularnym zwierzęciem domowym i jej odłów także ma negatywny wpływ na populację gatunku.